# Скоркин, Олег Фёдорович
Оле́г Фёдорович Ско́ркин (род. 23 марта 1961, Хабаровск, СССР) — советский и российский футболист, полузащитник.

## Карьера
Почти всю карьеру провёл в хабаровском СКА. Дебютировал за клуб в 1979 году. В конце 1992 года подумывал о завершении карьеры игрока, виной тому были многочисленные травмы. Но всё же подписал контракт с клубом Высшей лиги «Луч». В 1994 году вновь хотел завершить карьеру, но сыграл ещё один сезон за СКА, после чего окончательно закончил выступления. За хабаровский клуб во всех соревнованиях сыграл 411 матчей, в которых забил 54 мяча.
В Высшей лиге провел 33 матча, забил 2 мяча.

## Достижения
- Победитель Второй лиги (2): 1979 (6-я зона), 1987 (4-я зона)
- Серебряный призёр 10-й зоны Второй низшей лиги: 1991